# عشرة في السرير
عشرة في السرير هو كتاب مصور للأطفال الصغار، كتبته ورسمته بيني ديل نُشر في عام 1988 بواسطة كتب ووكر. الكتاب مقتبس من القافية الحضانة المعروفة التي تحمل الاسم نفسه. لكنها تحتوي على شخصية طفل مركزية واحدة وتسع العاب الناعمة، بدلاً من الأطفال العشرة المذكورين في القصة الأصلية.

## التكييف
في عام 2018، قرأ الممثل الكوميدي روب ديلاني ووقع على كتاب عشر في السرير ماكاتون، وهو شكل معين من أشكال لغة الإشارة. بث على بي بي سي قناة للأطفال سي بيبيز التابعة لهيئة الإذاعة البريطانية، وكانت أول سلسلة من قصص ما قبل النوم المعتادة تستخدم اللغة التي تعلمها ديلاني للتواصل مع ابنه الراحل. وصفت المنتجة كلير تايلور ردود الفعل بأنها "ساحقة" وقالت إن الخطط قيد العمل لمزيد من القصص الموقعة.

## الجوائز
فاز كتاب عشر على سرير بجائزة محفظة ألعاب أوبنهايم في عام 2002. تبعتها أجزاء أخرى عشرة خارج السرير وعشرة مسرحية الغميضة. في عام 2014، أشارت برمنغهام ميل إلى أن الكتاب كان رقم 48 في كتب المكتبة الأكثر استعارة في برمنغهام.
وبحسب طبعة الذكرى السنوية الخامسة والعشرين، فقد بيعت "ما يقرب من 2 مليون نسخة".